# National Board of Review Awards 1998
La 70ª edizione dei National Board of Review Awards si è tenuta l'8 febbraio 1999.

## Classifiche

### Migliori dieci film
- Demoni e dei (Gods and Monsters), regia di Bill Condon
- The Butcher Boy, regia di Neil Jordan
- Elizabeth, regia di Shekhar Kapur
- Lolita, regia di Adrian Lyne
- Shakespeare in Love, regia di John Madden
- La sottile linea rossa (The Thin Red Line), regia di Terrence Malick
- Ballando a Lughnasa (Dancing at Lughnasa), regia di Pat O'Connor
- Soldi sporchi (A Simple Plan), regia di Sam Raimi
- Happiness - Felicità (Happiness), regia di Todd Solondz
- Salvate il soldato Ryan (Saving Private Ryan), regia di Steven Spielberg

### Migliori film stranieri
- La vita è bella, regia di Roberto Benigni
- Il ladro (Vor), regia di Pavel Chukhraj
- Al di là del silenzio (Jenseits der stille), regia di Caroline Link
- Central do Brasil, regia di Walter Salles
- Angeli armati (Men With Guns), regia di John Sayles

## Premi
- Miglior film: Demoni e dei (Gods and Monsters), regia di Bill Condon
- Miglior film straniero: Central do Brasil, regia di Walter Salles
- Miglior documentario: Wild Man Blues, regia di Barbara Kopple
- Miglior attore: Ian McKellen (Demoni e dei)
- Miglior attrice: Fernanda Montenegro (Central do Brasil)
- Miglior attore non protagonista: Ed Harris (The Truman Show)
- Miglior attrice non protagonista: Christina Ricci (The Opposite of Sex - L'esatto contrario del sesso)
- Miglior cast: Happiness - Felicità (Happiness), regia di Todd Solondz
- Miglior performance rivelazione maschile: Billy Crudup (Hi-Lo Country)
- Miglior performance rivelazione femminile: Angelina Jolie (Scherzi del cuore)
- Miglior regista: Shekhar Kapur (Elizabeth)
- Miglior sceneggiatura: Scott B. Smith (Soldi sporchi)
- Premio alla carriera: Michael Caine
- Premio Billy Wilder per l'eccellenza nella regia: Martin Scorsese
- Riconoscimento speciale per il filmmaking: Roberto Benigni (La vita è bella)
- Premio William K. Everson per la storia del cinema: John Willis
- International Freedom Award: Volker Schlöndorff
- Riconoscimento per la libertà di espressione: Bernardo Bertolucci
- Riconoscimento speciale per l'eccellenza nel filmmaking (in ordine alfabetico del titolo originale):
- Buffalo '66, regia di Vincent Gallo
- Dark City, regia di Alex Proyas
- Amore e morte a Long Island (Love & Death on Long Island), regia di Richard Kwietniowski
- Prossima fermata Wonderland (Next Stop Wonderland), regia di Brad Anderson
- The Opposite of Sex - L'esatto contrario del sesso (The Opposite of Sex), regia di Don Roos
- Passione nel deserto (Passion in the Desert), regia di Lavinia Carrier
- π - Il teorema del delirio (π), regia di Darren Aronofsky
- Smoke Signals, regia di Chris Eyre
- Svegliati Ned (Waking Ned), regia di Kirk Jones
- Amici & vicini (Your Friends and Neighbors), regia di Neil LaBute
- Menzioni speciali:
  - Premio Alan J. Pakula Memorial: Warren Beatty